# احمد غنی‌زاده
احمد غنی زاده (انگلیسی: Ahmad Ghanizadeh؛ زادهٔ ۲۱ دسامبر ۱۹۶۱) سیاست‌مدار ایرانی‌تبار اهل نروژ است.